# فرنسيس سيث فروست
فرنسيس سيث فروست (بالإنجليزية: Francis Seth Frost)‏ هو رسام ومصور أمريكي، ولد في 1825، وتوفي في 1902.

## معرض صور

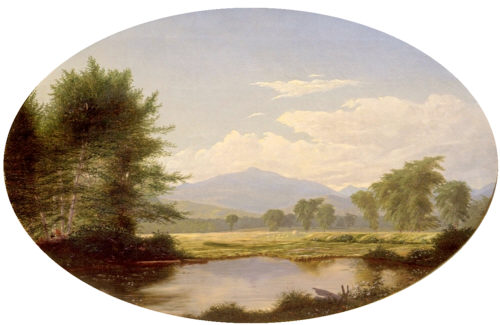
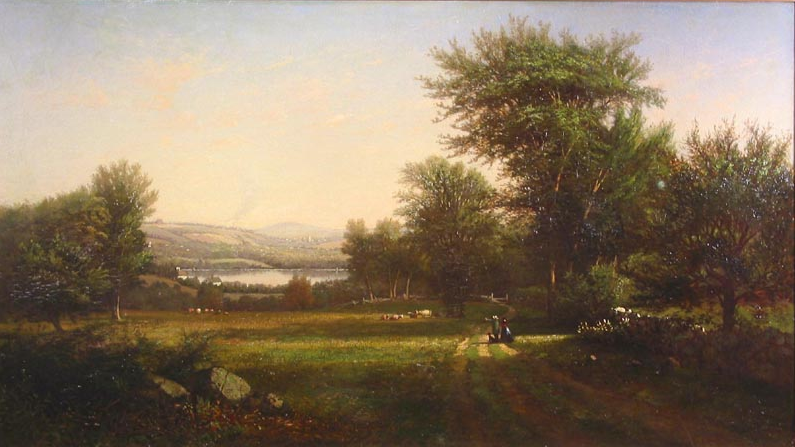
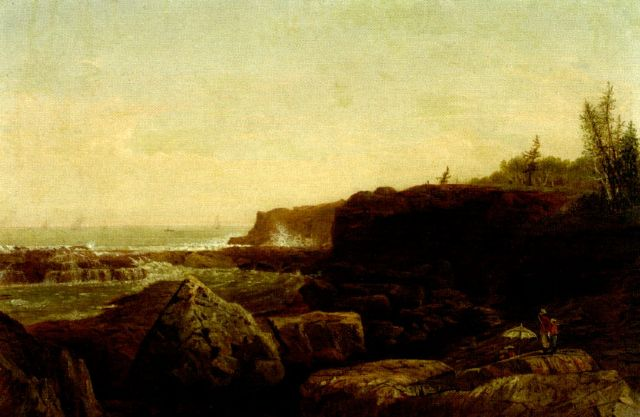